# Epidromia flavilineata
Epidromia flavilineata là một loài bướm đêm trong họ Erebidae.